# Ел Ашраф Халил
Ел Малик ел Ашраф Салах ел Дин Халил ибн Калавун (око 1262 - 14. децембар 1293) био је осми мамелучки султан Египта. Владао је од 1290. године до смрти. Познат је по освајању Акре, последњег хришћанског упоришта у Светој земљи.

## Биографија
Халил је син султана Калавуна. Калавун 1289. године осваја крсташку грофовију Триполи. Мир са крсташима био је на снази још четири година и Калавун није желео да га крши. Међутим, крсташи из Италије побили су велики број муслимана у Акри. Калавун покреће поход на престоницу крсташа. Међутим, умире још на почетку похода. Свога сина Халила је пред смрт заклео да освоји Акру.
Халил је започео са опсадом 4. априла. Град је бомбардован са 92 катапулта. Град је заузет на јуриш 18. маја. Уследио је стравичан покољ локалног хришћанског становништва. Пад Акре означио је крај ере крсташких ратова. Остали крсташки поседи нису се опирали. Тир је напуштен 18. маја, Сидон 14. јула, Бејрут 21. јула, Антарт 3. августа. Крсташи су истерани из Свете земље, а одржали су се на Кипру.